# AIDAblu
L'AIDAblu è una nave da crociera della classe Sphinx, gestita dalla AIDA Cruises. L'AIDAblu è la settima nave della flotta, è stata consegnata dalla Meyer Werft il 4 febbraio 2010. È sorella delle navi: AIDAdiva, AIDAbella ed AIDAluna ed ha una capacità di passeggeri di 2 050.
Il nome di AIDAblu era stato utilizzato per una vecchia nave AIDA dal 2004-2007. La compagnia madre Carnival Corporation & plc, ha poi trasferito la nave alla Ocean Village, ed è stata rinominata Ocean Village Two. Nel 2009, Ocean Village Two è stata nuovamente trasferita in un'altra linea di crociera, la P&O Cruises Australia, e ribattezzata Pacific Jewel.

## Strutture
AIDAblu offre sei ristoranti (con un'area totale di 3 988 m², dieci bar, un'area benessere di 1 956 m², 8 120 m² di superficie esterna del ponte, e di un teatro atrio di 3 000 m². Esistono anche zone interne ed esterne particolari per i bambini. Dispone attualmente di uno dei più grandi centri benessere su una nave da crociera a 2 600 m². Ha anche la prima birreria installata su una nave da crociera, dove vengono prodotte birre servite nella nave. Dispone inoltre di 1 096 cabine, 374 all'interno e 722 all'esterno.